# Saint-Germain-le-Rocheux
 Saint-Germain-le-Rocheux  là một xã ở tỉnh Côte-d'Or trong vùng Bourgogne, phía đông nước Pháp. Khu vực này có độ cao trung bình 375 mét trên mực nước biển.